# 式田光宏
式田 光宏（しきだ みつひろ、1964年11月 - ）は、広島市立大学大学院情報科学研究科教授（医用情報科学専攻）。

## 学歴
- 1988年 成蹊大学工学部卒業
- 1990年 成蹊大学大学院工学研究科修士課程修了

## 職歴
- 1990年 日立製作所中央研究所
- 1992年 日立製作所機械研究所
- 1995年-2001年 名古屋大学大学院工学研究科助手
- 2004年 名古屋大学エコトピア科学研究機構環境システム・リサイクル科学研究部門助教授
- 2007年 名古屋大学大学院工学研究科准教授
- 2014年 広島市立大学大学院情報科学研究科 教授

## 所属学会
- 日本機械学会
- 電気学会